# ستيوارت كامبل
ستيوارت كامبل (بالإنجليزية: Stuart Campbell)‏ (9 ديسمبر 1977 في المملكة المتحدة - ) هو مدرب كرة قدم ولاعب كرة قدم بريطاني في مركز الوسط. شارك مع منتخب اسكتلندا تحت 21 سنة لكرة القدم. أما مع النوادي، فقد لعب مع برمنغهام سيتي وغريمسبي تاون وليستر سيتي ونادي بريستول روفيرز وTampa Bay Rowdies ‏.

## وصلات خارجية
- ستيوارت كامبل على موقع قاعدة بيانات كرة القدم.إي يو (الإنجليزية)
- ستيوارت كامبل على موقع Soccerbase.com (لاعب) (الإنجليزية)
- ستيوارت كامبل على موقع عالم كرة القدم.نت (الإنجليزية)